# لمستر
longitudeلمسترlatitudeلمستر
لمستر (به انگلیسی: Leominster) یک شهرک در بریتانیا است که در هرفوردشر واقع شده‌است.

## خصوصیات
لمستر ۱۱٬۶۹۱ نفر جمعیت دارد.